# Instytut Strat Wojennych im. Jana Karskiego
Instytut Strat Wojennych im. Jana Karskiego, posługujący się nazwą skróconą Instytut Karskiego – polska państwowa jednostka budżetowa podległa Prezesowi Rady Ministrów z siedzibą w Warszawie, którą utworzono zarządzeniem nr 321 Prezesa Rady Ministrów z dnia 2 grudnia 2021 r. Instytut zajmuje się działalnością badawczą, edukacyjną, wydawniczą oraz popularyzatorską w zakresie wiedzy o konsekwencjach II wojny światowej.

## Historia i funkcjonowanie
Instytut został powołany przez Prezesa Rady Ministrów Mateusza Morawieckiego w 2021 r. w ramach kontynuacji działań Parlamentarnego Zespołu ds. Oszacowania Wysokości Odszkodowań Należnych Polsce od Niemiec za Szkody Wyrządzone w trakcie II Wojny Światowej działającego w Sejmie VIII kadencji. Przedmiotem działalności instytutu jest:
1. inicjowanie oraz prowadzenie badań naukowych zmierzających do kompleksowego ustalenia i opisania skutków II wojny światowej dla Rzeczypospolitej Polskiej, a także dla Europy Środkowo-Wschodniej;
2. inicjowanie współpracy międzynarodowej w zakresie prowadzenia badań nad skutkami II wojny światowej;
3. prowadzenie działań edukacyjnych i popularyzatorskich w kraju i za granicą;
4. inicjowanie wydarzeń naukowych pozwalających angażować środowiska naukowe skupione wokół badań nad skutkami II wojny światowej w kraju i za granicą;
5. inicjowanie współpracy międzynarodowej w zakresie upowszechniania wiedzy na temat totalitarnego charakteru nazizmu i komunizmu;
6. prowadzenie działalności wydawniczej i dokumentacyjnej;
7. upowszechnianie w społeczeństwie polskim wiedzy z zakresu działania Instytutu, w tym prowadzenie strony internetowej Instytutu zawierającej informacje z zakresu działania Instytutu;
8. opracowywanie, w tym w postaci elektronicznej, zestawienia strat indywidualnych poniesionych przez obywateli Rzeczypospolitej Polskiej;
9. prowadzenie badań dotyczących polskich strat wojennych oraz genezy i skutków II wojny światowej, a także popularyzowanie wiedzy na ten temat;
10. nawiązywanie dialogu i prowadzenie współpracy międzynarodowej w zakresie działalności Instytutu, w tym w zakresie, o którym mowa w pkt 9[1].

Działalność instytut rozpoczął w lipcu 2022.

## Dyrektorzy
- Mirosław Kłusek (grudzień 2021 – styczeń 2022)[4]
- Bogdan Musiał (styczeń 2022 – lipiec 2022)[4][5]
- Mirosław Kłusek (lipiec 2022 – listopad 2022)[5]
- Konrad Wnęk (listopad 2022 – styczeń 2024)[5][6][7]
- Bartosz Gondek (od kwietnia 2025)[8][9]

## Rada Naukowa
Rada pełni rolę organu doradczego i opiniodawczego, do którego zadań należą m.in. inicjowanie projektów badawczych, edukacyjnych, popularyzatorskich i wydawniczych oraz opiniowanie inicjatyw edukacyjno-popularyzatorskich, a także wniosków na rzecz podejmowania współpracy z innymi podmiotami. Członkom rady przysługuje wynagrodzenie: za każdy miesiąc kalendarzowy, w którym odbyło się przynajmniej jedno posiedzenie, członkom przysługuje dieta w wysokości 5 tys. zł brutto.

### Obecny skład
Od 29 grudnia 2023 wszystkie stanowiska w radzie pozostają nieobsadzone.

### Byli członkowie
- Paweł Baranowski (do grudnia 2023)[10]
- Michał Góras (do grudnia 2023)[10]
- Mirosław Kłusek (do grudnia 2023)[10]
- Józef Menes (do grudnia 2023)[10]
- Arkadiusz Mularczyk (od lipca 2022 do grudnia 2023, przewodniczący przez cały okres zasiadania w radzie)[10]
- Paweł Pońsko (do grudnia 2023)[10]
- Mieczysław Prystupa (do grudnia 2023)[10]
- Andrzej Przyłębski (do grudnia 2023)[10]
- Jacek Reginia-Zacharski (do grudnia 2023)[10]
- Przemysław Sobolewski (do grudnia 2023)[10]
- Jan Jacek Sztaudynger (do grudnia 2023)[10]
- Małgorzata Zając (do grudnia 2023)[10]
- Marcin Zarzecki (do grudnia 2023)[10]
- Jan Żaryn (do grudnia 2023)[10]